# المنحوتة 7
المنحوتة المسماة "7" والتي يصل طولها إلى 80 قدمًا، تم بنائها على يد الفنان والنحات الأمريكي ريتشارد سييرا وهي تقع في حديقة الفن الإسلامي في الدوحة بدولة قطر، تم رفع الستار عنها في ديسمبر 2012م كأكبر قطعة فنية عامة في قطر، وأطول عمل قام به الفنان «ريتشارد سييرا» على الإطلاق، وهي أيضاً أول قطعة تعرض له في الشرق الأوسط. تم بنائها من سبع ألواح حديدية تم ترتيبها بشكل سباعي الزوايا لتجسيد وإحياء الأهمية العلمية والروحية للرقم "7" في الثقافة الإسلامية. وتقع المنحوتة على ساحة من صنع الإنسان تمتد لـ 250 قدماً (76 متراً) داخل ميناء الدوحة.

## الخلفية
تم تفويض «ريتشارد سييرا» من قبل هيئة متاحف قطر لعمل المنحوتة "7" بناءً على توصيات شخصية من المهندس (آي إم بي) الذي قام ببناء متحف الفن الإسلامي الملازم للمنحوتة. يقول المهندس أنه أراد فناناً يستطيع الإضافة إلى المتحف ويقوم بربط جمال المحتويات الفنية في المتحف ببناء ساحة عامة للجمهور. استغرق المشروع حوالي الثلاث سنوات ما بين أول لقاء بين «سييرا» والشيخة المياسة (رئيسة هيئة متاحف قطر)، ورفع الستار الرسمي في ديسمبر 2011، واستغرقت مرحلة الإنشاء حوالي السنة.

## التصميم
الفكرة الأصلية للمنحوتة كان تصميم ثماني الجهات بطول 66 قدماً (20 متراً). وتم تغيير ذلك وتعديله لاحقاً بعد مناقشات مع الشيخة المياسة التي لم تكن مقتنعة بالتصميم. وتضمن التصميم المعدل سبع ألواح ألمانية الصنع من حديد الكورتين تم تجميعها على شكل سباعي الزوايا بامتداد 80 قدماً (24 متراً). التصميم مستوحى بشدة من المآذن المنتشرة بالعالم الإسلامي. إنها الأبراج التي يعود تاريخها إلى القرن السابع وهي سمة معمارية فنية للمساجد. وبخاصة مأذنة «غاندي» في أفغانستان، فهي كانت الملهم الرئيسي ل «سييرا» في عمله.
وجد «ريتشارد سييرا» إلهامه أيضاً في الذِكر المتكرر في القرآن للرقم "7" وحقيقة إن عالم الرياضيات والفلك الفارسي «أبو سهل القحي» كان أول شخص قام ببناء شكل سباعي للزوايا. وقامت هذه العناصر الثلاثة بالتعريف والتركيز على جوهر المشروع.
وُضِعت جدران البرج التي يبلغ قياس عرضها عشرة أقدام عند قاعدتها وتضيق المسافة في القمة لتسعة أقدام بشكل يتضمن ثلاث فتحات مثلثة الشكل لإتاحة تفاعل ما بين المشاهد والقطعة الفنية، وما بين مساحة العالم الخارجي ومساحة القطعة الفنية.
صُنعت ألواح المنحوتة الحديدية من جرانيت شانكسي الأسود وصممت لتصبح برونزية بشكل طبيعي بفعل العوامل الطبيعية. من المتوقع أن يتغير اللون خلال السنوات الثمانية القادمة من البرتقالي إلى إحدى درجات اللون الأسود القاتم بواسطة عملية الأكسجة. يبلغ طول كل لوح من الألواح الحديدية السبعة ثمانية أقدام وبسماكة سبعة إنشات، ويستطيع الزوار الدخول إلى داخل المنحوتة والنظر للسماء في الأعلى.

## البناء والموقع
تقع المنحوتة "7" على ساحة صغيرة بمساحة 250 قدم (76 متراً) من خط البحر استغرق بنائها أكثر من مليون ساعة عمل. عندما وصل «سييرا» بالبداية إلى الدوحة للبحث عن مكان لبناء المنحوتة، وجد حديقة غير مستغلة على طول كورنيش المدينة بالإضافة إلى صخور ورمال وحجارة من مخلفات متحف الفن الإسلامي وساحة حديقته المصممة من قبل (آي إم بي).
قام «سييرا» وفريق العمل ل «بي» باستخدام هذه المواد والمخلفات وقاموا ببناء رصيف مائي على شكل هلال داخل الماء استغرق إنجازه ثلاث سنوات بمساعدة المهندس «هيروتشي أوكاموتو». لقد احتاج الرصيف إلى هندسة دقيقة ودعامات تحت الماء تم وضعها بواسطة فريق متخصص بالغطس العميق لتثبيته. وكانت هذه أول مرة يقوم بها نحات بتصميم الموقع الفعلي للعمل الخاص به، حيث أن موقع العمل كان بالأصل مسطح مائي.
وحسب قول «سييرا» فقد تم تصميم المنحوتة لكي تتناسق مع محيطها: " أنا كلي أمل أن المنحوتة ستكون بمثابة مكان عام ومساحة خاصة أيضاً للجمهور لاختبار الأعمدة الرفيعة العمودية وعلاقتها بالنسبة لهم ولمتحف الفن الإسلامي ولمدينة الدوحة والبحر المتوسط والسماء كما يروها من خلال الفتحة بقمة الإنحوتة.

## رفع الستار
كان من بين الحضور في حفل رفع الستار للإنحوتة "7" من الشيخ/ حمد بن خليفة آل ثاني، والشيخة/ المياسة بنت حمد بن خليفة آل ثاني، شخصيات ملكية، وأكثر من 700 ضيف آخر. خلال الحفل، عزفت الأوكسترا الفيلهارمونيكية مقطوعة «الأعواد السحرية» لـ «هيوجيز دي كورسون»، كما تكلم «سييرا» عن أصل العمل وأبحاثه عنه.